# Jack Neale
Charles Roy Neale, detto Jack (Londra, 11 febbraio 1917 – 16 dicembre 1977), è stato un calciatore inglese, di ruolo difensore.

## Carriera

### Nazionale
Venne convocato nella Nazionale britannica che partecipò ai Giochi olimpici del 1948.